# ISport International
iSport International fue una escudería británica que participó en GP2 Series desde 2005 hasta 2012.

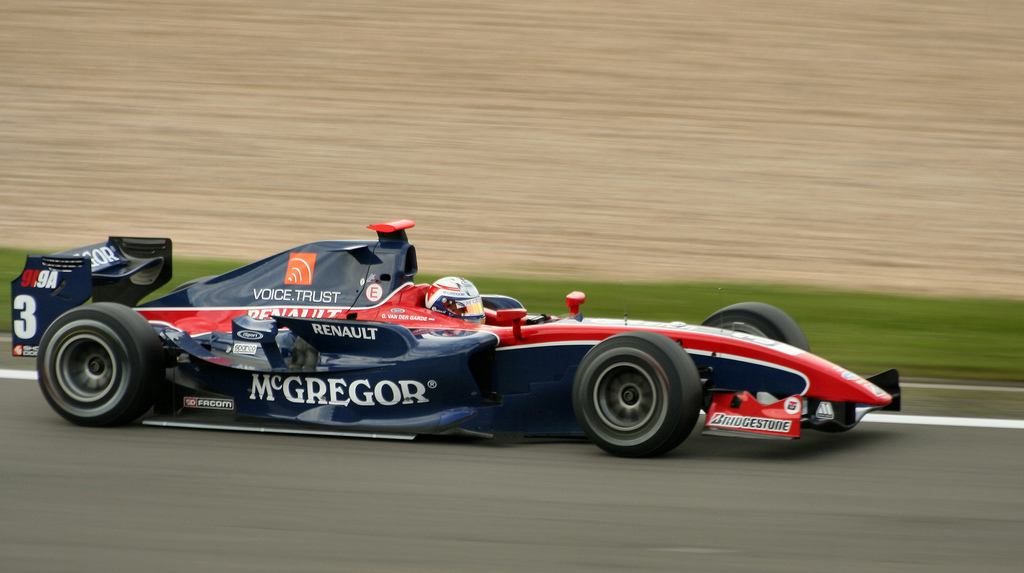
Giedo van der Garde, piloto durante la temporada 2009 de GP2 Series.

Participó desde en GP2 desde 2005, año inaugural de esta competición, donde se presentó con los pilotos Scott Speed y Can Artam quienes en conjunto sumarían 69.5 puntos para el equipo dejando a iSport International en el cuarto puesto de constructores sin victorias y una pole position. En la temporada siguiente el equipo contó con los pilotos Ernesto Viso y Tristan Gommendy este último sustituido por Timo Glock a mitad de temporada, Viso y Glock consiguieron dos victorias cada uno para el equipo dejando la escudería en el tercer lugar de la tabla de constructores.
A inicios de 2007 confirma la permanencia de Timo Glock en el equipo acompañado de Andreas Zuber para la temporada 2007.

## Resultados

### GP2 Series

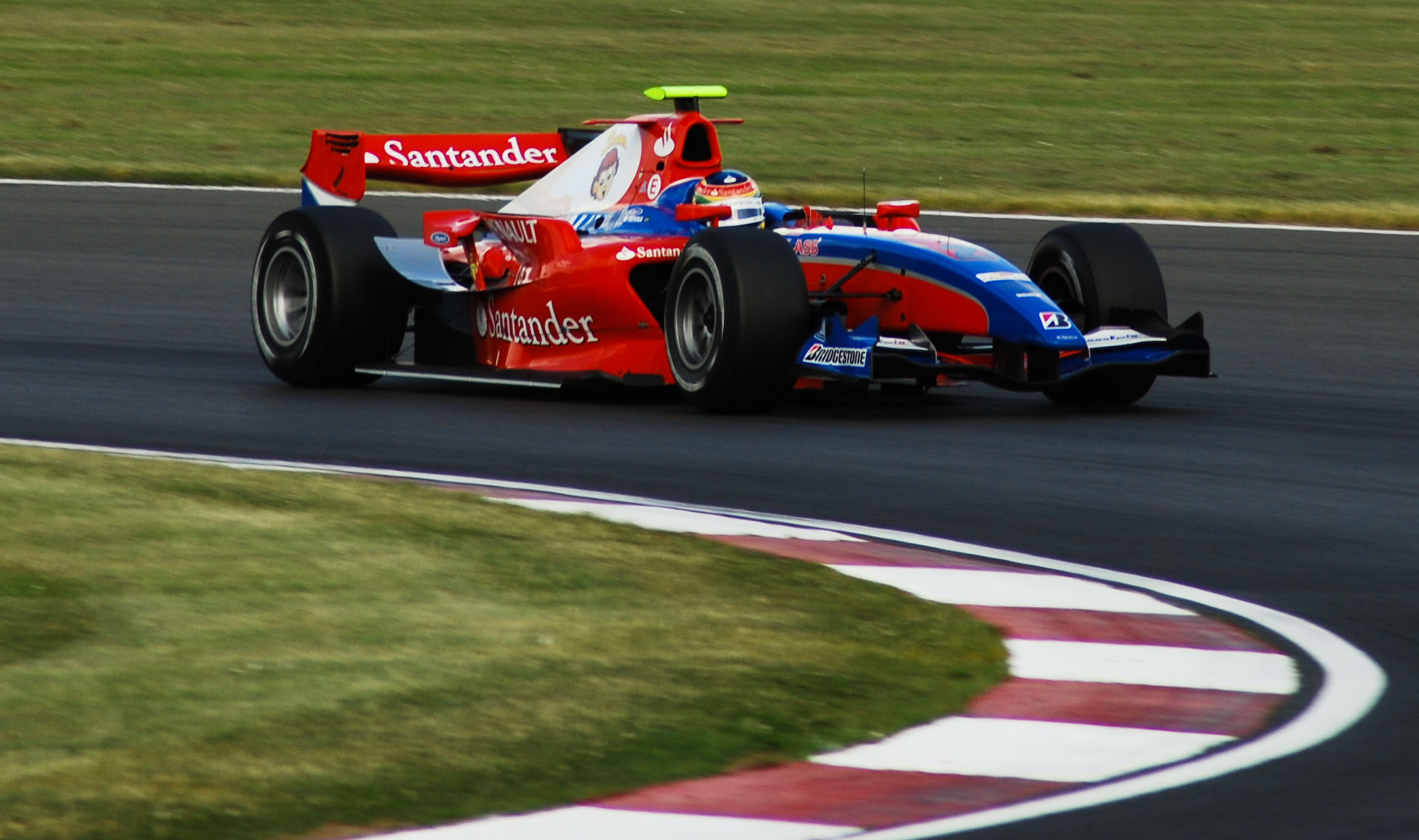
Bruno Senna en el circuito de Silverstone, durante la temporada 2008.

(Clave) (negrita indica pole position) (cursiva indica vuelta rápida puntuable)

| Año  | Chasis                                 | Neu. | N.º | Pilotos             | 1   | 1   | 2   | 2   | 3   | 3   | 4   | 4   | 5   | 5   | 6   | 6   | 7   | 7   | 8   | 8   | 9   | 9   | 10  | 10  | 11  | 11  | 12  | 12  | Puntos | Pos. | Ref.  |
| ---- | -------------------------------------- | ---- | --- | ------------------- | --- | --- | --- | --- | --- | --- | --- | --- | --- | --- | --- | --- | --- | --- | --- | --- | --- | --- | --- | --- | --- | --- | --- | --- | ------ | ---- | ----- |
| 2005 | Dallara GP2/05 Mecachrome V8108 GP2 V8 | B    |     |                     | IMO | IMO | BAR | BAR | MON | MON | NÜR | NÜR | MAG | MAG | SIL | SIL | HOC | HOC | BUD | BUD | EST | EST | MNZ | MNZ | SPA | SPA | SAK | SAK | 69.5   | 4.º  | [ 1 ] |
| 2005 | Dallara GP2/05 Mecachrome V8108 GP2 V8 | B    | 1   | Scott Speed         | 3   | Ret | 2   | 3   | 4   | 4   | 16  | 12  | 15  | 18  | 4   | 2   | 4   | 3   | Ret | 19  | 5   | 4   | Ret | 15  | 4   | 4   | Ret | 19  | 69.5   | 4.º  | [ 1 ] |
| 2005 | Dallara GP2/05 Mecachrome V8108 GP2 V8 | B    | 2   | Can Artam           | 16† | Ret | Ret | Ret | 7   | 7   | 17  | Ret | 17  | 16  | 18  | 14  | Ret | 20  | 14  | 12  | 11  | 16  | 9   | 9   | Ret | 22† | 17  | 16  | 69.5   | 4.º  | [ 1 ] |
| 2006 | Dallara GP2/05 Mecachrome V8108 GP2 V8 | B    |     |                     | VAL | VAL | IMO | IMO | NÜR | NÜR | BAR | BAR | MON | MON | SIL | SIL | MAG | MAG | HOC | HOC | BUD | BUD | EST | EST | MNZ | MNZ |     |     | 101    | 3.º  | [ 2 ] |
| 2006 | Dallara GP2/05 Mecachrome V8108 GP2 V8 | B    | 7   | Ernesto Viso        | 8   | 2   | 6   | 1   | 6   | 11  | 8   | 1   | Ret | Ret | Ret | 8   | 10  | Ret | 5   | 4   | 4   | 4   | Ret | 13  | Ret | 10  |     |     | 101    | 3.º  | [ 2 ] |
| 2006 | Dallara GP2/05 Mecachrome V8108 GP2 V8 | B    | 8   | Tristan Gommendy    | Ret | 11  | Ret | 17  | 13  | 12  | 5   | 5   | Ret | Ret |     |     |     |     |     |     |     |     |     |     |     |     |     |     | 101    | 3.º  | [ 2 ] |
| 2006 | Dallara GP2/05 Mecachrome V8108 GP2 V8 | B    | 8   | Timo Glock          |     |     |     |     |     |     |     |     |     |     | 2   | 6   | 1   | 4   | 3   | 1   | 2   | 5   | 4   | 4   | Ret | DNS |     |     | 101    | 3.º  | [ 2 ] |
| 2007 | Dallara GP2/05 Mecachrome V8108 GP2 V8 | B    |     |                     | SAK | SAK | BAR | BAR | MON | MON | MAG | MAG | SIL | SIL | NÜR | NÜR | BUD | BUD | EST | EST | MNZ | MNZ | SPA | SPA | VAL | VAL |     |     | 118    | 1.º  | [ 3 ] |
| 2007 | Dallara GP2/05 Mecachrome V8108 GP2 V8 | B    | 5   | Timo Glock          | 2   | 2   | 2   | 1   | 3   | 3   | Ret | Ret | Ret | Ret | 1   | 5   | 10  | Ret | 4   | 1   | 3   | 1   | 17  | DNS | 7   | 1   |     |     | 118    | 1.º  | [ 3 ] |
| 2007 | Dallara GP2/05 Mecachrome V8108 GP2 V8 | B    | 6   | Andreas Zuber       | 3   | Ret | DNS | 9   | Ret | Ret | Ret | 15  | 1   | 6   | Ret | 21  | 3   | 6   | Ret | 14  | Ret | 5   | 18  | 12  | 12  | 12  |     |     | 118    | 1.º  | [ 3 ] |
| 2008 | Dallara GP2/08 Mecachrome V8108 GP2 V8 | B    |     |                     | BAR | BAR | EST | EST | MON | MON | MAG | MAG | SIL | SIL | HOC | HOC | BUD | BUD | VAL | VAL | SPA | SPA | MNZ | MNZ |     |     |     |     | 95     | 2.º  | [ 4 ] |
| 2008 | Dallara GP2/08 Mecachrome V8108 GP2 V8 | B    | 1   | Karun Chandhok      | 9   | Ret | 4   | 12  | 3   | Ret | 7   | Ret | 3   | Ret | 8   | 1   | 4   | DNS | 15† | Ret | 10  | 7   | 11  | Ret |     |     |     |     | 95     | 2.º  | [ 4 ] |
| 2008 | Dallara GP2/08 Mecachrome V8108 GP2 V8 | B    | 2   | Bruno Senna         | 2   | 4   | 15  | Ret | 1   | 5   | Ret | 5   | 6   | 1   | 4   | 3   | 3   | 3   | 9   | Ret | 11  | Ret | 5   | 9   |     |     |     |     | 95     | 2.º  | [ 4 ] |
| 2009 | Dallara GP2/08 Mecachrome V8108 GP2 V8 | B    |     |                     | BAR | BAR | MON | MON | EST | EST | SIL | SIL | NÜR | NÜR | BUD | BUD | VAL | VAL | SPA | SPA | MNZ | MNZ | ALG | ALG |     |     |     |     | 42     | 5.º  | [ 5 ] |
| 2009 | Dallara GP2/08 Mecachrome V8108 GP2 V8 | B    | 3   | Giedo van der Garde | 7   | 4   | NC  | 11  | 15  | 13  | Ret | 13  | 12  | Ret | 7   | 1   | 14  | Ret | 6   | 1   | 1   | 6   | Ret | 6   |     |     |     |     | 42     | 5.º  | [ 5 ] |
| 2009 | Dallara GP2/08 Mecachrome V8108 GP2 V8 | B    | 4   | Diego Nunes         | 11  | 8   | Ret | 14  | 11  | 11  | 11  | Ret | Ret | 11  | Ret | 15  | 11  | 5   | 9   | 3   | 10  | Ret | 12  | 5   |     |     |     |     | 42     | 5.º  | [ 5 ] |
| 2010 | Dallara GP2/08 Mecachrome V8108 GP2 V8 | B    |     |                     | BAR | BAR | MON | MON | EST | EST | VAL | VAL | SIL | SIL | HOC | HOC | BUD | BUD | SPA | SPA | MNZ | MNZ | YMC | YMC |     |     |     |     | 78     | 5.º  | [ 6 ] |
| 2010 | Dallara GP2/08 Mecachrome V8108 GP2 V8 | B    | 9   | Oliver Turvey       | 5   | 5   | 15  | 15  | 14  | 18  | Ret | 12  | 8   | 2   | 8   | 2   | 4   | 5   | 6   | 5   | 3   | 6   | 2   | 17  |     |     |     |     | 78     | 5.º  | [ 6 ] |
| 2010 | Dallara GP2/08 Mecachrome V8108 GP2 V8 | B    | 10  | Davide Valsecchi    | 10  | 11  | Ret | 16  | 2   | 4   | 10  | 6   | 7   | 6   | 17  | 18  | 9   | 3   | 18  | 8   | 9   | 16  | 5   | 1   |     |     |     |     | 78     | 5.º  | [ 6 ] |
| 2011 | Dallara GP2/11 Mecachrome V8108 GP2 V8 | P    |     |                     | EST | EST | BAR | BAR | MON | MON | VAL | VAL | SIL | SIL | NÜR | NÜR | BUD | BUD | SPA | SPA | MNZ | MNZ |     |     |     |     |     |     | 70     | 4.º  | [ 7 ] |
| 2011 | Dallara GP2/11 Mecachrome V8108 GP2 V8 | P    | 9   | Sam Bird            | 2   | 3   | 3   | 5   | Ret | 13  | 5   | 12  | 5   | 6   | 8   | 7   | 17  | 5   | 12  | 5   | 4   | 4   |     |     |     |     |     |     | 70     | 4.º  | [ 7 ] |
| 2011 | Dallara GP2/11 Mecachrome V8108 GP2 V8 | P    | 10  | Marcus Ericsson     | 9   | 8   | 5   | 3   | Ret | Ret | Ret | 11  | 3   | 4   | 5   | 16† | 5   | 16  | Ret | 12  | 14  | 8   |     |     |     |     |     |     | 70     | 4.º  | [ 7 ] |
| 2012 | Dallara GP2/11 Mecachrome V8108 GP2 V8 | P    |     |                     | KUA | KUA | SAK | SAK | SAK | SAK | BAR | BAR | MON | MON | VAL | VAL | SIL | SIL | HOC | HOC | BUD | BUD | SPA | SPA | MNZ | MNZ | SIN | SIN | 202    | 6.º  | [ 8 ] |
| 2012 | Dallara GP2/11 Mecachrome V8108 GP2 V8 | P    | 7   | Marcus Ericsson     | 13  | Ret | 13  | 16  | 7   | 7   | 13  | 22  | 2   | 4   | 2   | Ret | 21  | 7   | 11  | 15  | 18  | Ret | 1   | 4   | 3   | 7   | 7   | 2   | 202    | 6.º  | [ 8 ] |
| 2012 | Dallara GP2/11 Mecachrome V8108 GP2 V8 | P    | 8   | Jolyon Palmer       | 17  | 12  | DNS | 7   | 24† | 22  | 9   | DNS | 6   | 1   | Ret | Ret | 3   | 5   | 18  | 18  | 6   | 5   | Ret | 10  | 7   | 3   | Ret | Ret | 202    | 6.º  | [ 8 ] |

### GP2 Asia Series
(Clave) (negrita indica pole position) (cursiva indica vuelta rápida puntuable)
| Año     | Chasis                                 | Neu. | N.º | Pilotos             | 1    | 1    | 2    | 2    | 3    | 3    | 4    | 4    | 5    | 5    | 6    | 6    | Puntos | Pos. | Ref.   |
| ------- | -------------------------------------- | ---- | --- | ------------------- | ---- | ---- | ---- | ---- | ---- | ---- | ---- | ---- | ---- | ---- | ---- | ---- | ------ | ---- | ------ |
| 2008    | Dallara GP2/08 Mecachrome V8108 GP2 V8 | B    |     |                     | YMC1 | YMC1 | SEN  | SEN  | KUA  | KUA  | SAK  | SAK  | YMC2 | YMC2 |      |      | 30     | 5.º  | [ 9 ]  |
| 2008    | Dallara GP2/08 Mecachrome V8108 GP2 V8 | B    | 1   | Karun Chandhok      | 7    | 3    | Ret  | 13   | Ret  | 7    | 8    | Ret  | Ret  | Ret  |      |      | 30     | 5.º  | [ 9 ]  |
| 2008    | Dallara GP2/08 Mecachrome V8108 GP2 V8 | B    | 2   | Bruno Senna         | 2    | 19   | 7    | 2    | Ret  | 8    | 4    | Ret  | DSQ  | 11   |      |      | 30     | 5.º  | [ 9 ]  |
| 2008-09 | Dallara GP2/08 Mecachrome V8108 GP2 V8 | B    |     |                     | SHA  | SHA  | DUB  | DUB  | SAK1 | SAK1 | LOS  | LOS  | KUA  | KUA  | SAK2 | SAK2 | 13     | 8.º  | [ 10 ] |
| 2008-09 | Dallara GP2/08 Mecachrome V8108 GP2 V8 | B    | 9   | Giedo van der Garde | 10   | DNS  | 4    | C    | 7    | 14   | 12   | 8    | 14   | 10   | 5    | 7    | 13     | 8.º  | [ 10 ] |
| 2008-09 | Dallara GP2/08 Mecachrome V8108 GP2 V8 | B    | 10  | Hamad Al Fardan     | 15   | Ret  | Ret  | C    | 12   | Ret  | Ret  | Ret  | 9    | 5    | Ret  | 17   | 13     | 8.º  | [ 10 ] |
| 2009-10 | Dallara GP2/08 Mecachrome V8108 GP2 V8 | B    |     |                     | YMC1 | YMC1 | YMC2 | YMC2 | SAK1 | SAK1 | SAK2 | SAK2 |      |      |      |      | 73     | 1.º  | [ 11 ] |
| 2009-10 | Dallara GP2/08 Mecachrome V8108 GP2 V8 | B    | 16  | Oliver Turvey       | 8    | 4    | 1    | 5    | 9    | 6    | 9    | 11   |      |      |      |      | 73     | 1.º  | [ 11 ] |
| 2009-10 | Dallara GP2/08 Mecachrome V8108 GP2 V8 | B    | 17  | Davide Valsecchi    | 1    | 2    | 2    | 1    | 1    | 20   | 2    | 4    |      |      |      |      | 73     | 1.º  | [ 11 ] |
| 2011    | Dallara GP2/11 Mecachrome V8108 GP2 V8 | P    |     |                     | YMC  | YMC  | IMO  | IMO  |      |      |      |      |      |      |      |      | 11     | 5.º  | [ 12 ] |
| 2011    | Dallara GP2/11 Mecachrome V8108 GP2 V8 | P    | 1   | Marcus Ericsson     | 4    | 3    | 10   | 16   |      |      |      |      |      |      |      |      | 11     | 5.º  | [ 12 ] |
| 2011    | Dallara GP2/11 Mecachrome V8108 GP2 V8 | P    | 2   | Sam Bird            | 7    | Ret  | Ret  | Ret  |      |      |      |      |      |      |      |      | 11     | 5.º  | [ 12 ] |